# Conjecture de Gilbreath
En théorie des nombres, la conjecture de Gilbreath est une conjecture non résolue attribuée à Norman L. Gilbreath en 1958, bien que déjà énoncée en 1878 par François Proth, qui croyait l'avoir démontrée.

## Définition du problème
On écrit sur une première ligne la suite des nombres premiers, soit :
2, 3, 5, 7, 11, 13, 17, 19, 23, 29, 31, …
et on écrit sur chaque ligne suivante la valeur absolue de la différence entre deux valeurs consécutives de la ligne précédente, ce qui équivaut, en notant an les valeurs de la suite d'une certaine ligne et bn celles de la ligne suivante, à : 
bn = |an – an+1|.
On obtient ainsi une succession de lignes :
2, 3, 5, 7, 11, 13, 17, 19, 23, 29, 31, …
1, 2, 2, 4, 2, 4, 2, 4, 6, 2, …
1, 0, 2, 2, 2, 2, 2, 2, 4, …
1, 2, 0, 0, 0, 0, 0, 2, …
1, 2, 0, 0, 0, 0, 2, …
1, 2, 0, 0, 0, 2, …
1, 2, 0, 0, 2, …
La conjecture de Gilbreath s'énonce ainsi :
La première valeur de chaque ligne est 1 (sauf dans la première ligne).
Elle a été vérifiée pour tous les nombres premiers inférieurs à 1013, c'est-à-dire jusqu'à la 3,4.1011-ième ligne.